# Изолирана точка
В топологията елемент {\displaystyle a\in {\mathcal {A}}\subset {\mathcal {X}}} в топологично пространство {\displaystyle ({\mathcal {X}},T)} се нарича изолирана точка на {\displaystyle {\mathcal {A}}}, ако съществува отворено множество {\displaystyle {\mathcal {O}}_{a}\in T:{\mathcal {O}}_{a}\cap {\mathcal {X}}=\{a\}}. От дефиницията следва непосредствено, че един елемент е изолирана точка тогава и само тогава, когато не е точка на сгъстяване.
В едно метрическо пространство {\displaystyle ({\mathcal {X}},d)} точката {\displaystyle a\,} се нарича изолирана, ако съществува {\displaystyle \varepsilon }-околоност {\displaystyle A_{\varepsilon }=\{x|x\in {\mathcal {X}};d(x,a)<\varepsilon \}} на {\displaystyle a\,}{\displaystyle }, за която {\displaystyle A_{\varepsilon }\cap {\mathcal {X}}=\{a\}}.

## Примери
1. В множеството {\displaystyle A=\{0\}\cup [1,2]} числото 0 е изолирана точка.
2. В множеството {\displaystyle A=\{0\}\cup \{1,1/2,1/3,\dots \}} всеки елемент {\displaystyle 1/n} е изолирана точка, с изключение на нулата.
3. В множеството на естествените числа {\displaystyle N=\{0,1,2,\dots \}} всички точки са изолирани.

(В примери 1.-3. се подразбира, че е избрана евклидовата метрика.)